# Soeng Sang (huyện)
Soeng Sang (tiếng Thái: เสิงสาง) là một huyện (amphoe) ở đông nam của tỉnh Nakhon Ratchasima, đông bắc Thái Lan.

## Lịch sử
Khu vực này đã được tách ra từ huyện Khon Buri và trở thành tiểu huyện (King Amphoe) ngày 7 tháng 5 năm 1976. Tiểu huyện này ban đầu chỉ có 1 tambon Sa Takhian. Đơn vị này đã được chính thức nâng cấp thành huyện ngày 25 tháng 3 năm 1979.

## Địa lý
Các huyện giáp ranh (từ phía bắc theo chiều kim đồng hồ) là Nong Ki, Non Suwan, Pakham và Non Din Daeng của tỉnh Buriram, Watthana Nakhon của tỉnh Sa Kaeo, và Khon Buri của tỉnh Nakhon Ratchasima.

## Hành chính
Huyện này được chia thành 6 phó huyện (tambon), các đơn vị này lại được chia ra thành 84 làng (muban). Có hai thị trấn (thesaban tambon) Soeng Sang and Non Sombun both nằm trên một phần của tambon cùng tên. 
| 1. | Soeng Sang  | เสิงสาง    |  |
| 2. | Sa Takhian  | สระตะเคียน |  |
| 3. | Non Sombun  | โนนสมบูรณ์  |  |
| 4. | Kut Bot     | กุดโบสถ์    |  |
| 5. | Suk Phaibun | สุขไพบูลย์   |  |
| 6. | Ban Rat     | บ้านราษฎร์  |  |